# Bieganowo (przystanek kolejowy)
Bieganowo – nieczynny wąskotorowy przystanek osobowy w Bieganowie, w gminie Radziejów, w powiecie radziejowskim, w województwie kujawsko-pomorskim, w Polsce. Został wybudowany w 1916 roku razem z linią kolejową do Nieszawy Wąskotorowej.